# Halloween Kills
Halloween Kills är en amerikansk slasherfilm från 2021 i regi av David Gordon Green, som även har skrivit manus tillsammans med Danny McBride och Scott Teems. Filmen är en uppföljare till Halloween från 2018, och är den tolfte filmen i Halloween-franchisen. Bland de medverkande skådespelarna märks Jamie Lee Curtis, Judy Greer, Andi Matichak, Will Patton, Thomas Mann och Anthony Michael Hall. I oktober 2022 släpptes uppföljaren Halloween Ends, den trettonde och sista filmen i Halloween-franchisen.

## Handling
Efter att Laurie Strode i den förra filmen lyckades låsa in den maskerade knivseriemördaren Michael Myers i källaren till ett brinnande hus, tror hon sig ha besegrat honom en gång för alla, och att hon äntligen kan få lugn och ro. Men Michael överlevde lågorna i det brinnande huset, som brann ner till grunden. Och när Laurie inser det bestämmer hon sig för att ta hjälp av invånarna i staden Haddonfield för att förhindra Michael från att döda ännu fler.

## Rollista
| Jamie Lee Curtis                                                        | – Laurie Strode   |
| Judy Greer                                                              | – Karen Nelson    |
| Andi Matichak                                                           | – Allyson Nelson  |
| Will Patton/Thomas Mann                                                 | – Frank Hawkins   |
| Anthony Michael Hall                                                    | – Tommy Doyle     |
| Robert Longstreet/Tristian Eggerling                                    | – Lonnie Elam     |
| Dylan Arnold                                                            | – Cameron Elam    |
| James Jude Courtney/Nick Castle/Airon Armstrong/Christian Michael Pates | – Michael Myers   |
| Charles Cyphers                                                         | – Leigh Brackett  |
| Nancy Stephens                                                          | – Marion Chambers |
| Kyle Richards                                                           | – Lindsey Wallace |